# Вангила, Роберт
Роберт Напунии Вангила (англ. Robert Napunyi Wangila; 3 сентября 1967, Найроби — 24 июля 1994, Лас-Вегас) — кенийский боксёр средних весовых категорий, выступал за сборную Кении во второй половине 1980-х годов. Чемпион летних Олимпийских игр в Сеуле, победитель Всеафриканских игр, обладатель бронзовой медали Кубка мира, призёр многих международных турниров и национальных первенств. В период 1989—1994 боксировал на профессиональном уровне, но без особых достижений. Умер в результате травмы, полученной в бою с американцем Давидом Гонсалесом.

## Биография
Роберт Вангила родился 3 сентября 1967 года в Найроби. Первого серьёзного успеха на ринге добился в 1987 году, когда в полусреднем весе выиграл домашние Всеафриканские игры и завоевал бронзовую медаль на Кубке мира в Белграде (на стадии полуфиналов уступил немцу Зигфриду Менерту). Благодаря череде удачных выступлений удостоился права защищать честь страны на летних Олимпийских играх 1988 года в Сеуле, где сенсационно победил всех своих соперников, в том числе француза Лорана Будуаниа в решающем матче. Таким образом, Вангила стал первым в истории олимпийским чемпионом по боксу из Африки, кроме того, это первое олимпийское золото Кении, полученное вне лёгкой атлетики.
Получив мировую известность, в 1989 году Вангила решил попробовать себя среди профессионалов и вместе с личным тренером Кеном Адамсом переехал в США. В течение полутора лет одержал двенадцать побед, но в июле 1990 года потерпел первое поражение, техническим нокаутом от пуэрториканца Эрика Эрнендеса. После этого матча его карьера пошла на спад, проходили бои не с самыми сильными соперниками, и часто кениец оказывался в числе проигравших. В начале 1992 года после очередного неудачного матча Вангила принял решение завершить карьеру профессионального боксёра, однако вскоре вернулся и даже получил возможность побороться за титул чемпиона мира по версии Всемирной боксёрской коллегии, тем не менее, выиграть чемпионский пояс ему не удалось.
22 июля 1994 года состоялся рейтинговый бой между Робертом Вангилой и американцем Давидом Гонсалесом. Гонсалес явно доминировал в поединке, нанося большое количество сильных и точных ударов, поэтому в девятом раунде рефери Джо Кортес остановил матч, зафиксировав технический нокаут. Вангила при этом оставался в ясном сознании и протестовал против такого решения, однако в раздевалке его состояние заметно ухудшилось. Спустя какое-то время спортсмен впал в кому и был доставлен в одну из больниц Лас-Вегаса, где скончался через 36 часов из-за кровоизлияния в мозг. Тело боксёра было доставлено в Кению, так как Роберт перешёл из христианства в ислам, он завещал жене похоронить его в соответствии с исламскими канонами.